# Будайский добровольческий полк
Будайский добровольческий полк (добровольческий полк «Буда», венг. Budai Önkéntes Ezred) — полк, созданный в феврале 1945 г. из венгерских военнослужащих, которые в период боев за Будапешт перешли на сторону советских войск.

## Предыстория
В занятом советскими войсками Дебрецене было образовано Временное национальное собрание Венгрии — временный парламент, который 21 декабря 1944 года обратилось к венгерскому народу (солдатам и мирным гражданам) с просьбой начать оказывать любую посильную помощь советским войскам:

Нельзя безучастно смотреть, как русская армия одна освобождает нашу родину от немецкого ига. Мы по-настоящему заслужим права на свободу, на независимость лишь тогда, когда и сами активно всеми силами примем участие в собственном освобождении: встанем на священную борьбу с немецкими угнетателями за освобождение нашей родины!
[…]
Гонведы! Для вас нет иного приказа, кроме приказа нации! Временное национальное собрание от имени венгерской нации приказывает: поверните оружие против немецких угнетателей, помогайте Красной армии — нашей освободительнице, присоединяйтесь к освободительной борьбе народа, к создаваемым новым национальным вооруженным силам!

22 декабря Временное национальное собрание учредило Временное национальное правительство во главе с генералом-полковником Бела Миклошем-Дальноки. Новое правительство объявило войну Третьему Рейху и обязалось сформировать не менее восьми дивизий.

## Участие полка в боях
Количество пленных венгров на 2-м Украинском фронте росло с каждым днем боев за Будапешт. Поскольку многие пленные неоднократно заявляли о желании сражаться против немецких войск, в составе некоторых частей Красной армии были сформированы группы венгерских добровольцев, которым дали возможность проявить себя в бою. Венгерские роты были в 83-й бригаде морской пехоты, 108-й гвардейской, 180-й, 297-й, 320-й и других стрелковых дивизиях. Всего их было 18. Затем эти роты в некоторых местах свели в отряды. Незадолго до взятия Будапешта, когда немцы готовились к последней попытке прорыва из кольца окружения, роты венгерских добровольцев стали сводить в батальоны — по четыре роты в каждом.
11 февраля 1945 г. на сторону советских войск перешел командир 6-го пехотного полка венгерской 10-й пехотной дивизии подполковник Оскар Варихази вместе со своим штабом и остатками полка (300 человек). Варихази в 1919 г. служил в Венгерской Красной армии. После того, как немцы в октябре 1944 г. привели к власти Ференца Салаши, Варихази Хбудучи командиром 18-го пехотного полка 1-й армии) не принес присяги режиму Салаши и лишился должности. Однако во время боев за Будапешт обстановка сложилась так, что ему поручили командование сохранившимися силами 6-го пехотного полка.
Солдаты 6-го пехотного полка, перешедшие на советскую сторону, составили ядро пяти венгерских добровольческих рот, которые воевали против окруженной в Буде немецко-венгерской группировки. Венгерские добровольцы вместе с бойцами советской 83-й бригады морской пехоты и 320-й стрелковой дивизии 12 февраля брали Цитадель на горе Геллерт и Королевский дворец на Крепостной горе. После боя, отмечая их боевые заслуги, командир 83-й бригады морской пехоты РККА распорядился укрепить на воротах дворца рядом со своим флагом, также и флаг венгерских добровольцев. В ночь на 13 февраля венгерские добровольцы приняли активное участие в очищении от немецко-венгерских войск остальной части территории Крепостной горы. В этих боях погибло около 600 венгерских добровольцев.
После этого оставшихся в живых объединили в воинскую часть, которая позднее в венгерской исторической литературе получила наименование Будайский добровольческий полк. На 21 февраля 1945 года, по донесению представителя штаба 2-го Украинского фронта, эта часть насчитывала 2534 солдат и офицеров. В боях из них участвовало 1619. Проверяющий её состояние офицер отметил боевой настрой личного состава, желание «скорее отправиться на фронт». На другой день полк торжественно передали представителю Временного национального правительства Венгрии. Под командованием подполковника Варихази часть отправилась в г. Ясберень, где формировалась 1-я пехотная дивизия новой венгерской армии.